# 데이비드 손턴
데이비드 손턴(David Thornton, 1953년 6월 12일 ~ )은 미국의 배우이다.

## 출연 작품

### 영화
- 나 홀로 집에 3 (1997) - 얼 엉거 역
- 존 큐 (2002) - 지미 폴럼보 역
- 노트북 (2004) - 존 해밀턴 역
- 아더 우먼 (2014)
- Love Kills (2016)

### 텔레비전
- 로앤오더: 범죄 전담반 (1996-2005)